# George Ier (roi de Grande-Bretagne)
Pour les articles homonymes, voir George Ier.
George Ier (né Georg Ludwig ; Hanovre, 28 mai 1660 – 11 juin 1727, Osnabrück) est duc de Brunswick-Lunebourg (également appelé duché de Hanovre, d'après le nom de sa capitale), prince-électeur du Saint-Empire romain germanique à partir de 1708 et roi de Grande-Bretagne du 1er août 1714 jusqu'à sa mort.  
Âgé de 54 ans à la mort d'Anne d'York, dernière reine Stuart de Grande-Bretagne, George devient le premier monarque britannique issu de la maison de Hanovre. Certes, plus de cinquante nobles locaux avaient des liens de parenté plus étroits que les siens avec la reine Anne, mais ils étaient tous catholiques et à ce titre, l'Act of Settlement (en français Acte d'établissement) de 1701 les excluait expressément de la succession. C'est ainsi que George fut le plus proche parent protestant de la défunte reine Anne. Les légitimistes jacobites tentèrent de le renverser pour le remplacer par le demi-frère catholique d'Anne, Jacques François Stuart, fils de Jacques II, mais ils échouèrent.
Durant le règne de George Ier, les pouvoirs de la monarchie diminuèrent et le Royaume-Uni commença une transition vers un système moderne de cabinet mené par un Premier ministre. Vers la fin de son règne, le pouvoir effectif appartenait à Robert Walpole, le premier véritable Premier ministre du Royaume-Uni. George Ier mourut lors d'un voyage dans son Hanovre natal, où il fut inhumé. Son fils lui succéda sous le nom de George II.

## Jeunesse
Georges est né le 28 mai 1660 à Hanovre, en Allemagne dans le Saint-Empire romain germanique. Il était le fils aîné d'Ernest-Auguste, duc de Brunswick-Lunebourg et de Sophie de Hanovre, princesse Palatine (1630-1714), de par sa mère, Élisabeth Stuart, petite-fille de Jacques Ier Stuart, roi d'Angleterre . Il est ainsi l'arrière-arrière-petit-fils de Marie Ire d'Écosse.
Par primogéniture salique, Georges est héritier des titres et des terres allemands  du duché de Brunswick-Lunebourg de son père mais également de ses trois oncles, décédés sans enfants. 
En 1661, le frère de Georges, Frédéric-Auguste, nait et les deux garçons (appelés Görgen et Gustchen dans la famille) sont élevés ensemble. 
Leur mère est absente pendant près d'un an (1664-65) car elle se trouve en convalescence en Italie, mais elle correspond régulièrement avec les gouvernantes de ses fils et elle s'implique largement dans l'éducation de ses enfants. Après son retour, Sophie a cinq autres enfants avec Ernest-Auguste. Dans ses lettres, Sophie décrit Georges comme un enfant responsable et consciencieux qui servait d'exemple pour ses jeunes frères et sœurs.
En 1675, le plus vieil oncle de Georges mourut sans héritier, mais ses deux autres oncles s'étant mariés, leurs possessions passeraient à leurs enfants s'ils en avaient. Le père de Georges emmenait celui-ci chasser et chevaucher et l'introduisit aux questions militaires ; inquiet de son futur incertain, Ernest-Auguste emmena Georges, alors âgé de 15 ans, combattre dans la guerre de Hollande avec l'objectif délibéré de tester et d'entraîner son fils au combat.
En 1679, un autre oncle mourut sans enfants et Ernest-Auguste devint le duc régnant du Calenberg-Göttingen et de sa capitale de Hanovre. 
Le dernier oncle de Georges, Georges-Guillaume de Celle, avait épousé sa maîtresse afin de légitimer sa seule fille, Sophie-Dorothée de Celle, et il semblait peu probable qu'il eût d'autres enfants. D'après la loi salique, la succession était limitée à la lignée mâle et l'héritage de ces territoires par Georges et ses frères semblait assurée. En 1682, la famille accepta le principe de primogéniture, ce qui signifiait que Georges hériterait de tous les territoires sans avoir à les partager avec ses frères. 

## Mariage

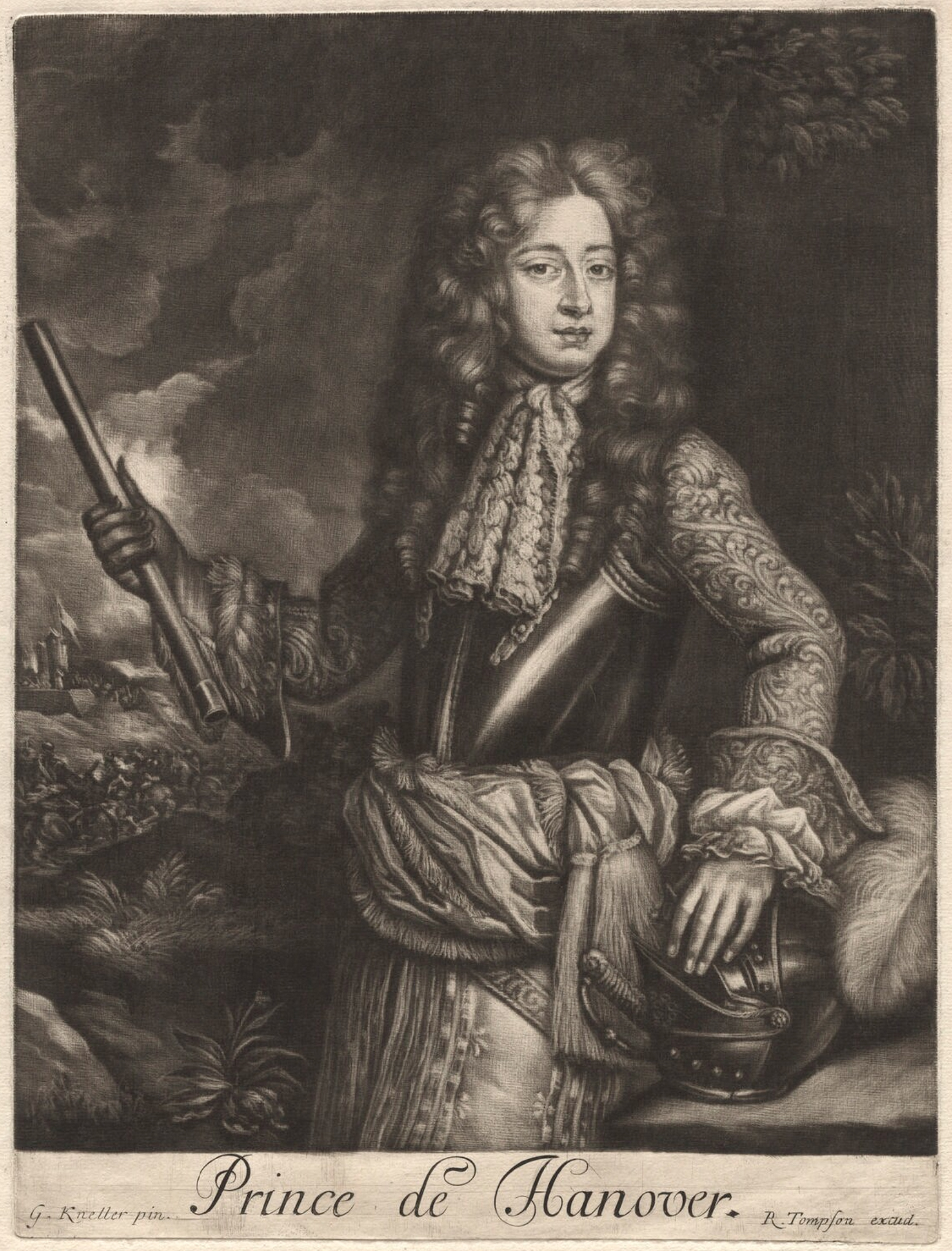
George en 1680, alors prince de Hanovre (d'après une peinture de Godfrey Kneller).

En 1682, George épousa sa cousine germaine, Sophie-Dorothée de Celle. Le mariage fut principalement arrangé pour assurer un confortable revenu annuel et faciliter une éventuelle unification entre le Hanovre et Celle. Sa mère était initialement opposée au mariage car elle méprisait la mère de Sophie-Dorothée qui n'était pas d'ascendance royale, et parce qu'elle s'inquiétait de la légitimité de Sophie-Dorothée. Cependant, elle fut finalement convaincue par les avantages inhérents au mariage.
En 1683, George et son frère, Frédéric-Auguste, participèrent à la bataille de Vienne lors de la cinquième guerre austro-turque et Sophie-Dorothée accoucha d'un fils, George-Auguste. L'année suivante, Frédéric-Auguste fut informé de l'adoption du principe de primogéniture, ce qui signifiait qu'il ne recevrait pas la portion des territoires de son père qu'il espérait. Cela envenima les relations fraternelles et sa relation à son père, mauvaises relations qui continuèrent jusqu'à la mort au combat de Frédéric-Auguste en 1690. Avec la formation imminente d'un État hanovrien unifié et les contributions répétées des Hanovriens dans les guerres de l'Empire, Ernest-Auguste fut fait électeur du Saint-Empire romain germanique en 1692. Les perspectives de George étaient à présent meilleures que jamais en tant que seul héritier de l'électorat de son père et du duché de son oncle.
Sophie-Dorothée eut un second enfant, une fille également nommée Sophie-Dorothée en 1687, grossesse qui devait être la dernière. 
Les relations dans le couple se détériorèrent. George préférait la compagnie de sa maîtresse, Mélusine von der Schulenburg avec laquelle il eut deux filles en 1692 et 1693 et qu'il fit plus tard duchesse non héréditaire de Munster puis de Kendal ; dans le même temps Sophie-Dorothée entretint une aventure avec le comte suédois Philippe-Christophe de Kœnigsmark. 
Menacée par le scandale d'une fugue romantique, la cour hanovrienne, dont les frères de George et sa mère, pressèrent les amants de s'éloigner, mais sans succès. Selon les sources diplomatiques provenant d'ennemis du Hanovre, en juillet 1694, le comte fut tué, probablement avec la connivence de George, et le corps fut lesté et jeté dans la rivière Leine. Il fut avancé que quatre courtisans de George-Auguste auraient commis le meurtre dont l'un (Don Nicolò Montalbano) aurait été payé la somme colossale de 150 000 thalers, soit plus de cent fois le salaire annuel du ministre le mieux payé. Des rumeurs ultérieures insinuèrent que Kœnigsmark avait été découpé en morceaux et enterré sous le plancher du palais de Hanovre. Cependant, les sources provenant du Hanovre lui-même, dont Sophie-Dorothée, contredisent cette version des événements. Kœnigsmark, attiré chez sa maîtresse, aurait été tué sur l'ordre de l'électeur de Hanovre, sur demande de la favorite (et ancienne maîtresse de Kœnigsmark) de celui-ci.
Le mariage de George avec Sophie-Dorothée fut dissous, non pour des raisons d'adultère mais en prenant pour base le fait que Sophie-Dorothée avait abandonné son époux. Avec le soutien du père de celle-ci, George fit emprisonner Sophie-Dorothée dans sa ville natale de Celle au château d'Ahlden, où elle resta jusqu'à sa mort en 1726. On lui refusa la visite de ses enfants et de son père, et elle ne put se remarier ou même se promener seule à l'extérieur du château. On lui accorda néanmoins un revenu, des terres et des serviteurs, ainsi qu'un équipage qu'elle pouvait mener hors du château, quoiqu'uniquement sous surveillance.

## Électeur de Hanovre

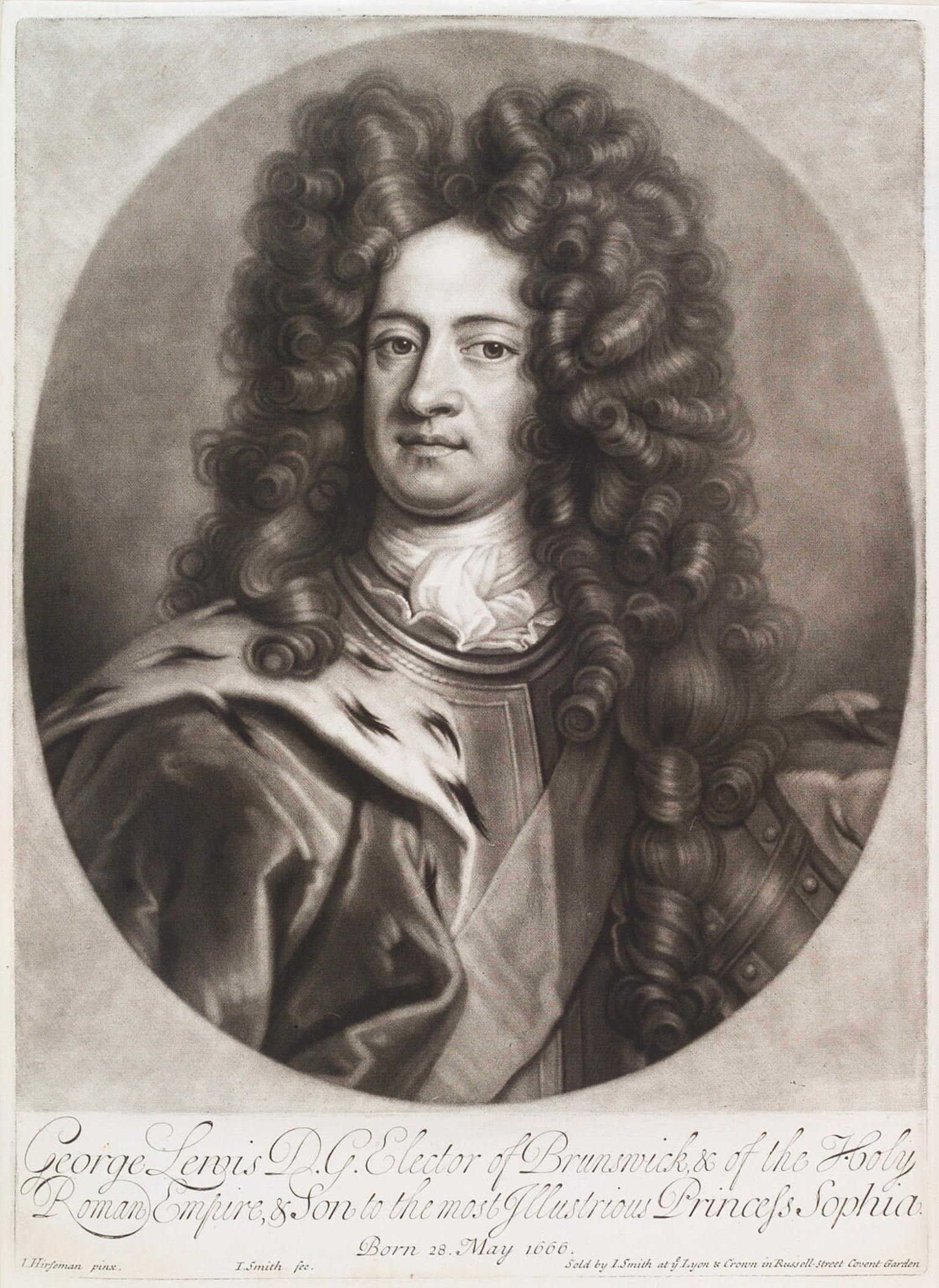
George en 1706 alors qu'il était électeur de Hanovre — manière noire de John Smith.

Ernest-Auguste mourut le 23 janvier 1698 et laissa ses territoires à George à l'exception de la principauté épiscopale d'Osnabrück, un titre qu'il possédait depuis 1661. George devint donc duc de Brunswick-Lunebourg (également appelé duché de Hanovre, d'après le nom de sa capitale) de même qu'archi-porte-étendard et prince-électeur de l'Empire. Sa cour à Hanovre accueillait de nombreuses personnalités culturelles et scientifiques, comme les compositeurs Georg Friedrich Haendel et Agostino Steffani, ainsi que Leibniz, qui était conseiller auprès de la maison de Hanovre depuis 1678 (mais que George appréciait moins que ses parents n'avaient fait).
Peu après l'accession de George à la tête du duché paternel, le prince Guillaume, duc de Gloucester, qui était le second dans l'ordre de succession aux trônes d'Angleterre et d'Écosse, mourut. D'après les termes de l'Acte d'établissement de 1701, la mère de George, Sophie, fut désignée comme l'héritière du trône britannique si le monarque régnant (Guillaume III) et sa belle-sœur, la princesse Anne de Danemark (la future reine Anne) mouraient sans héritier. La succession fut réalisée ainsi car Sophie était la plus proche parente protestante de la famille royale britannique ; 56 catholiques avec des revendications héréditaires supérieures furent ainsi exclus de l'ordre de succession. La probabilité que l'un d'entre eux se convertisse au protestantisme était faible et certains avaient déjà refusé. Le Parlement anglais préféra donc un souverain étranger et protestant aux successeurs de la dynastie Stuart.
En août 1701, George fut décoré de l'ordre de la Jarretière. Puis le plus proche prétendant catholique au trône d'Angleterre, l'ancien roi Jacques II, mourut en exil, et Guillaume III mourut au mois de mars suivant. Anne monta sur le trône et Sophie de Hanovre devint l'héritière présomptive de la couronne d'Angleterre. Sophie était âgée de 71 ans, trente-cinq ans de plus qu'Anne, mais elle restait en bonne santé et avait investi beaucoup d'énergie pour sécuriser la succession, pour elle-même ou pour son fils. Ce fut cependant George qui comprit les complexités de la politique anglaise et de la loi constitutionnelle qui demandait la naturalisation de Sophie et de ses héritiers en tant que sujets anglais, et organisa les détails du transfert de pouvoir vers le conseil de régence. La même année, le dernier oncle de George mourut et il hérita de la principauté de Lunebourg-Grubenhagen, centrée sur Celle.

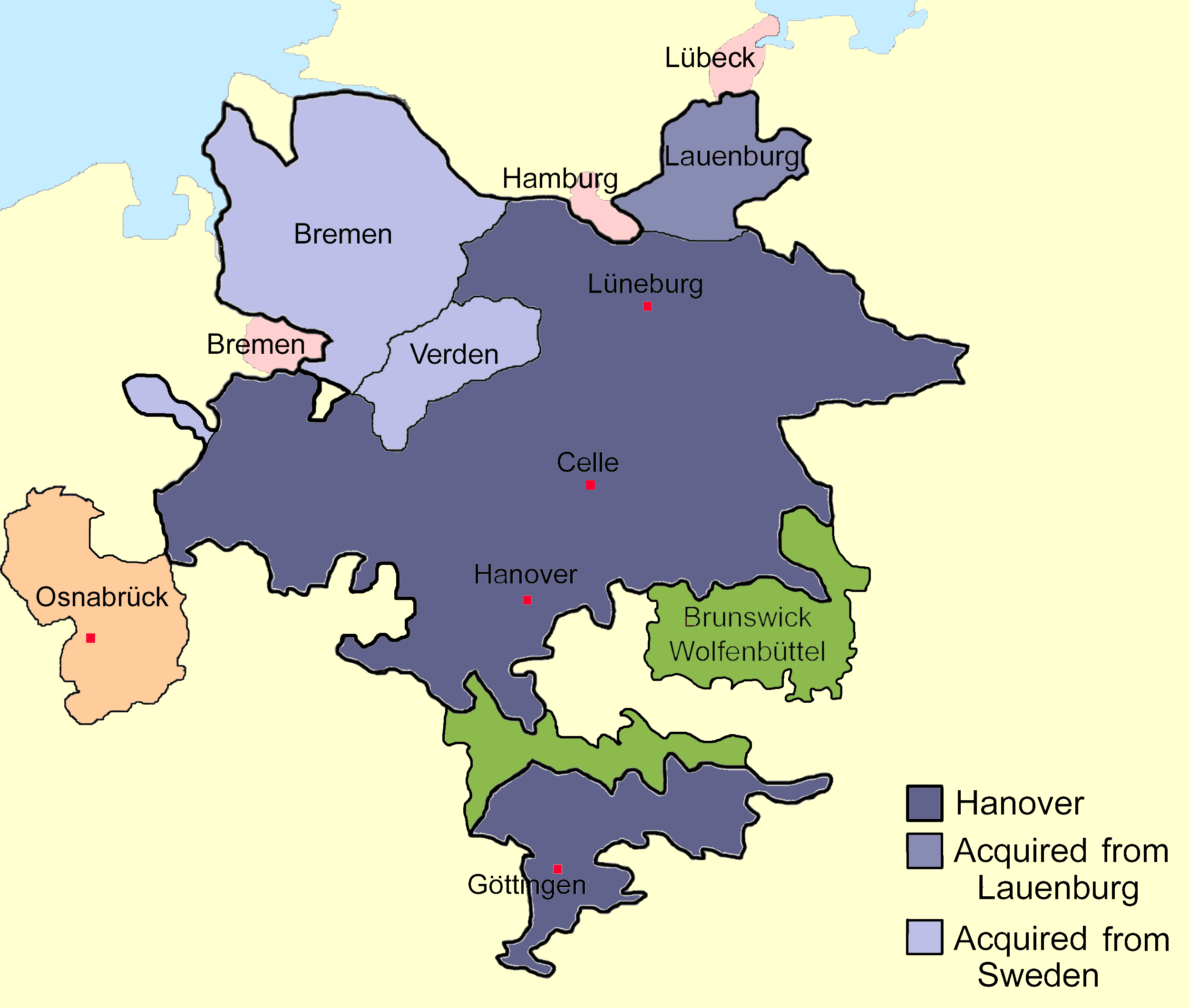
Carte du Hanovre, vers 1720, montrant le Hanovre, Brunswick-Wolfenbüttel et la principauté ecclésiastique d'Osnabrück. Au cours de la vie de George, le Hanovre acquit Lauenbourg et Brême-et-Verden.

Peu après l'accession de George au trône de Hanovre, la guerre de Succession d'Espagne commença. L'enjeu était le droit de Philippe, le petit-fils du roi de France Louis XIV, à succéder au trône d'Espagne conformément au testament de Charles II d'Espagne. Le Saint-Empire romain germanique, les Provinces-Unies, l'Angleterre, le Hanovre et de nombreux États allemands s'opposaient au droit de Philippe à monter sur le trône d'Espagne car ils craignaient que la maison de Bourbon française ne devienne trop puissante par le contrôle de l'Espagne. Lors de la guerre, George envahit son voisin Brunswick-Wolfenbüttel qui était pro-français, rédigeant lui-même plusieurs plans de bataille. L'invasion fut couronnée de succès avec peu de pertes humaines. En récompense, l'ancienne annexion du duché de Saxe-Lauenbourg par l'oncle de George fut reconnue par les Britanniques et les Hollandais.
En 1706, l'électeur de Bavière fut privé de ses titres pour s'être allié avec Louis XIV contre l'Empire. L'année suivante, George fut investi en tant que maréchal du commandement de l'armée impériale stationnée le long du Rhin. Son mandat ne fut pas complément favorable, en partie parce que son allié le duc de Marlborough le mena dans une attaque trompeuse qui fit diversion, et en partie car l'empereur Joseph Ier s'appropria les fonds nécessaires à financer l'armée de George. Malgré cela, les princes allemands pensèrent qu'il s'était bien comporté. 
En 1708, ils confirmèrent formellement la position de George en tant que prince-électeur en reconnaissance de, ou à cause de, ses services. George ne garda pas de rancunes contre le duc de Marlborough, car il comprit que ses actions faisaient partie d'un plan visant à leurrer les forces françaises.
En 1709, George démissionna de son titre de maréchal et ne reprit pas le service actif. En 1710, il reçut la dignité d'archi-trésorier de l'Empire, un titre auparavant détenu par l'électeur palatin ; l'absence de l'électeur de Bavière permit une redistribution des fonctions. La mort de l'empereur en 1711 menaça de renverser l'équilibre des forces, et la guerre se termina en 1713 par la ratification des traités d'Utrecht. Philippe fut autorisé à monter sur le trône d'Espagne mais fut exclu de la succession au trône de France, et l'électeur de Bavière recouvra ses titres.

## Roi de Grande-Bretagne

### Accession au trône

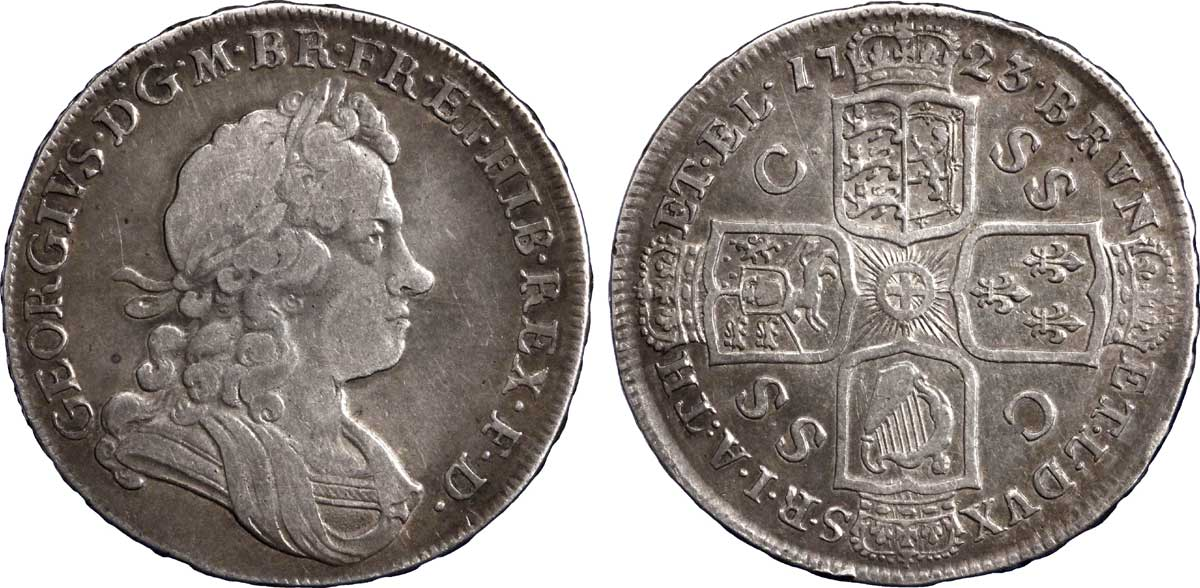
Un demi crown à l'effigie de George Ier, 1723.

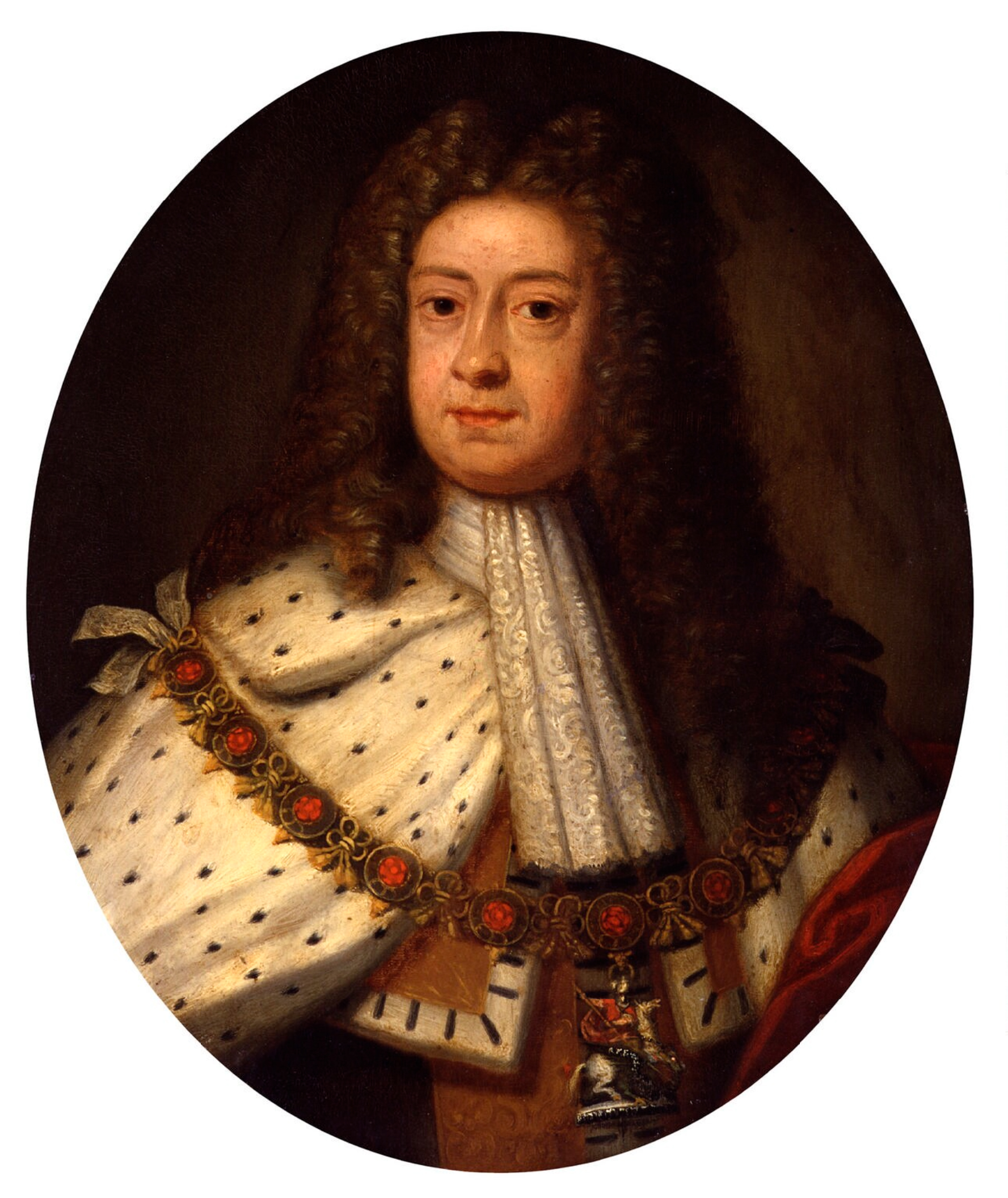
George vers 1714, l'année de son accession au trône britannique, peinture de Godfrey Kneller.

Bien que l'Angleterre et l'Écosse aient reconnu Anne comme leur reine, seul le Parlement anglais avait désigné l'électrice Sophie de Hanovre comme héritière. Le Parlement d'Écosse n'avait pas formellement résolu la question de la succession au trône écossais. En 1703, les Écossais votèrent une loi déclarant que le choix du successeur de la reine Anne au trône d'Écosse ne serait pas le même que pour le trône anglais, à moins que l'Angleterre n'accorde une complète liberté de commerce aux marchands écossais en Angleterre et dans ses colonies. Initialement, la sanction royale fut différée, mais l'année suivante Anne capitula face aux exigences du Parlement écossais, et la sanction fut accordée à la loi qui devint l'Acte de sécurité de 1704. En réponse, le Parlement d'Angleterre présenta une mesure qui menacerait de réduire le commerce anglo-écossais et handicaperait l'économie écossaise si le Parlement d'Écosse n'acceptait pas la succession hanovrienne,. Finalement, en 1707, les deux parlements acceptèrent l'Acte d'Union qui unifia l'Angleterre et l'Écosse au sein d'une même entité politique, le royaume de Grande-Bretagne, et établit les règles de succession telles que définies dans l'Acte d'établissement (1701). L'union créa la plus grande zone de libre-échange de l'Europe du XVIIIe siècle.
Les politiciens whigs considéraient que le Parlement avait le droit de déterminer la succession et de l'accorder au parent protestant le plus proche de la reine tandis que les tories considéraient que le droit héréditaire des Stuart primait. En 1710, George annonça qu'il succéderait au trône britannique par droit héréditaire, car seuls les droits des héritiers catholiques étaient annulés et il maintint cette décision. « Cette déclaration était destinée à contrecarrer toute interprétation whig que le Parlement lui avait donné le royaume… [et] convaincre les tories qu'il n'était pas un usurpateur ».
La mère de George, l'électrice Sophie, mourut le 28 mai 1714 à l'âge de 83 ans. Elle s'effondra après avoir couru pour s'abriter de la pluie dans les jardins royaux de Herrenhausen. George était maintenant l'héritier direct de la reine Anne. Il modifia rapidement la composition du conseil de régence qui prendrait le pouvoir après la mort d'Anne car la santé de cette dernière se détériorait, et les politiciens en Grande-Bretagne se battaient pour le pouvoir. Anne mourut le 1er août des suites d'une crise de goutte et George fut proclamé roi de Grande-Bretagne et d'Irlande sous le nom de George Ier. En partie du fait de vents contraires, il fut bloqué à La Haye et n'arriva pas en Angleterre avant le 18 septembre. George fut couronné à l'abbaye de Westminster le 20 octobre.
Bien que ne parlant pas anglais, George vécut principalement en Grande-Bretagne après 1714 même s'il retourna au Hanovre en 1716, 1719, 1720, 1723 et 1725 ; au total George passa environ un-cinquième de son règne de roi en Allemagne. Une clause de l'Acte d'établissement qui interdisait au monarque britannique de quitter le pays sans l'autorisation du Parlement fut unanimement annulée en 1716. Durant toutes les absences du roi, à l'exception de la première, le pouvoir fut confié à un conseil de régence plutôt qu'à son fils, George-Auguste, le prince de Galles.

### Guerres et révoltes

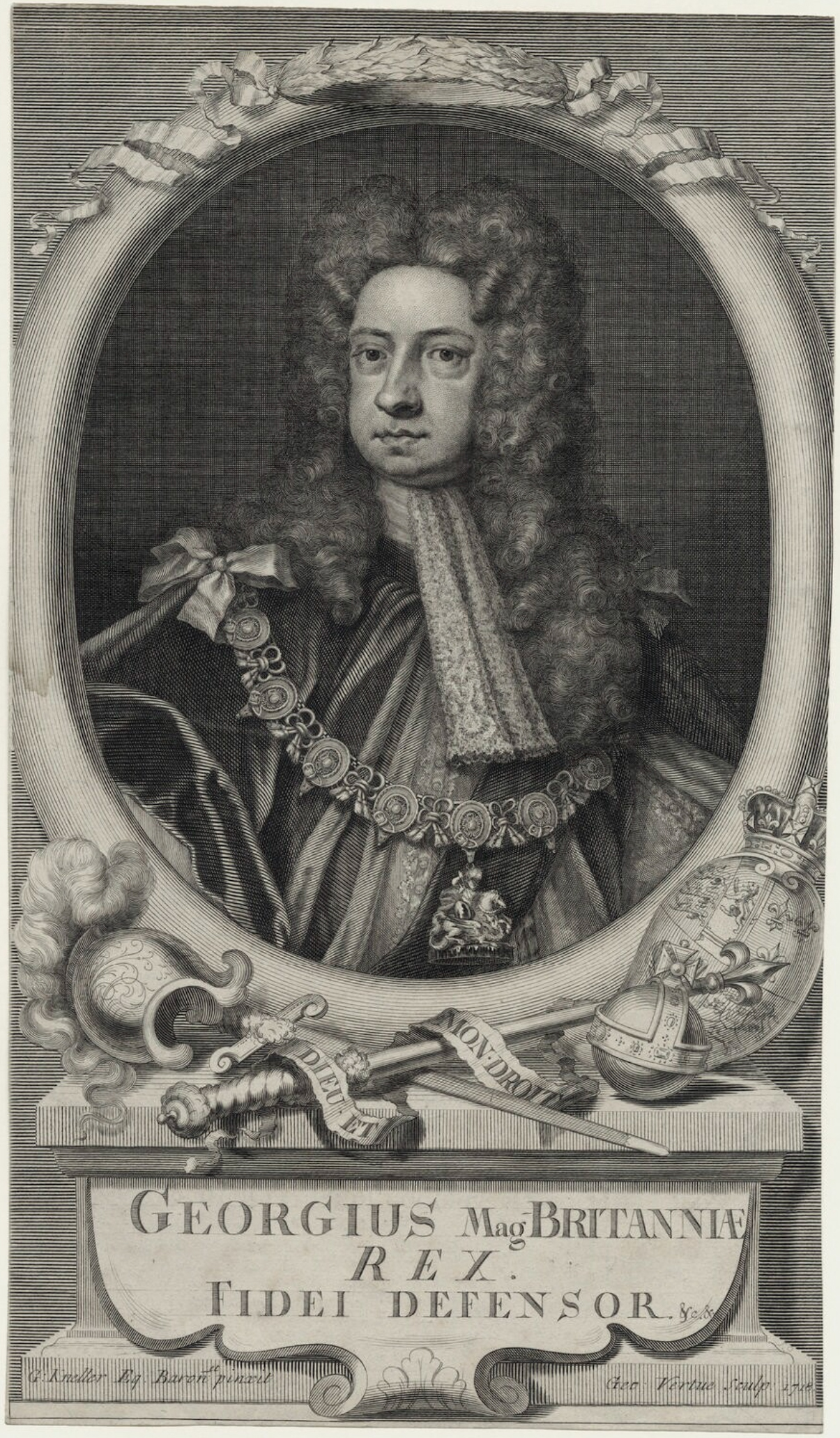
George Ier en 1718, peinture de George Vertue d'après Godfrey Kneller.

Moins d'un an après l'accession au trône de George Ier, les whigs remportèrent largement l'élection générale de 1715. Plusieurs membres battus du parti tory sympathisèrent avec les jacobites et certains rejoignirent même une rébellion qui fut appelée « Le Quinze ». Les jacobites cherchaient à placer le demi-frère catholique d'Anne, Jacques François Stuart  (appelé « Jacques III » par ses partisans et le « prétendant » par ses opposants), sur le trône. Les partisans du prétendant, menés par John Erskine, un noble écossais désabusé qui avait auparavant soutenu la Glorieuse Révolution, organisèrent un soulèvement en Écosse où le jacobitisme était plus influent qu'en Angleterre. « Le Quinze » fut finalement un échec ; les plans de bataille d'Erskine étaient mauvais et le prétendant arriva trop tard avec trop peu d'argent et trop peu d'armes. À la fin de l'année, la révolte était presque complètement écrasée. Face une défaite imminente, Erskine et le prétendant regagnèrent la France puis Avignon, terre papale, en février 1716. Sous l'impulsion du souverain, la réponse gouvernementale fut  relativement modérée ; il n'y eut que quelques exécutions, et l'argent des confiscations fut utilisé pour construire des écoles en Écosse et rembourser une partie de la dette publique.
La méfiance de George envers les tories favorisa la prise de pouvoir par les whigs. L'influence whig s'amplifia tellement que les tories ne revinrent pas au pouvoir avant un demi-siècle. Après l'élection, le Parlement contrôlé par les whigs vota le Septennial Act 1715 qui étendait le mandat maximal du parlement à sept ans (bien qu'il puisse être dissout par le roi avant cette date). Ainsi les whigs déjà en place restèrent dans cette position pour une plus grande durée.
Après son accession au trône britannique, les relations de George avec son fils (qui avaient toujours été médiocres) s'aggravèrent. George-Auguste, le prince de Galles, encouragea l'opposition aux politiques de son père, y compris celles destinées à accroitre la liberté religieuse en Grande-Bretagne ou à étendre les territoires allemands du Hanovre aux dépens de la Suède. En 1717, la naissance d'un petit-fils entraîna une querelle importante entre les deux hommes. Le roi, suivant apparemment la coutume, nomma le lord-chambellan, le duc de Newcastle Thomas Pelham-Holles, comme l'un des parrains de baptême de l'enfant. Le roi fut irrité lorsque le prince de Galles, qui n'appréciait pas Pelham-Holles, l'insulta verbalement lors du baptême, ce que le duc interpréta à tort comme une provocation en duel. Le prince fut obligé de quitter la résidence royale du palais Saint James. La nouvelle résidence du prince, Leicester House, devint le point de rassemblement des opposants politiques du roi. George et son fils se réconcilièrent ensuite à l'instigation de Robert Walpole et de la princesse de Galles qui avait également été évincée avec son époux et souhaitait revoir ses enfants laissés à la garde du roi. Néanmoins, à la suite de l'incident du baptême, les deux hommes ne furent plus jamais en bons termes.
George Ier fut actif en politique étrangère au début de son règne. En 1717, il contribua à la création de la Triple Alliance, une ligue dirigée contre l'Espagne et composée du Royaume-Uni, de la France et des Provinces-Unies. En 1718, le Saint-Empire romain germanique entra dans l'alliance qui devint la Quadruple-Alliance. La guerre qui suivit porta sur la même question que la guerre de Succession d'Espagne. Le traité d'Utrecht de 1713 avait reconnu le petit-fils du roi de France Louis XIV, Philippe, comme roi d'Espagne à la condition qu'il abandonne ses droits sur le trône de France. À la mort de Louis XIV en 1715, Philippe songea néanmoins à faire annuler le traité.
L'Espagne, à l'initiative du duc d'Ormonde qui avait pris ses quartiers en Avignon, soutint une invasion jacobite de l'Écosse en 1719 mais le mauvais temps ne permit qu'à 300 soldats espagnols d'arriver en Écosse. Une base fut établie au château d'Eilean Donan sur la côte ouest de l'Écosse au mois d'avril mais elle fut détruite par les navires britanniques un mois après. Les tentatives jacobites pour recruter au sein des clans écossais ne permirent de mobiliser qu'une force combattante de seulement mille hommes. Les jacobites étaient mal équipés et furent facilement défaits par l'artillerie britannique lors de la bataille de Glen Shiel. Les Écossais se dispersèrent dans les Highlands et les Espagnols se rendirent. L'invasion ne fut néanmoins jamais une menace pour le gouvernement de George Ier. Affrontant une puissante coalition, les armées de Philippe furent battues et les trônes de France et d'Espagne restèrent séparés.
Dans le même temps, le Hanovre profita de la grande guerre du Nord provoquée par la rivalité entre la Suède et la Russie au sujet de la mer Baltique pour s'étendre en Allemagne. Les territoires suédois de Brême-et-Verden furent cédés au Hanovre en 1719 par les traités de Stockholm.

### Ministères royaux

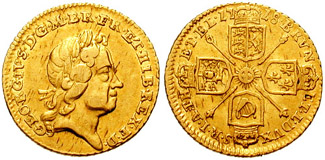
Quart de guinée de 1718 montrant George Ier de profil.

Au Hanovre, le roi était un monarque absolu. Toutes les dépenses gouvernementales au-dessus de 50 thalers (entre 12 et 13 livres sterling, environ 25 000 £ de 2011) et les nominations de tous les officiers de l'armée, des ministres et même ceux des officiels gouvernementaux au-dessus du niveau de copiste étaient sous son contrôle personnel. En contraste, le roi britannique devait gouverner avec le Parlement.
En 1715, lorsque les whigs arrivèrent au pouvoir, les principaux ministres de George étaient Robert Walpole, lord Townshend (le beau-frère de Walpole), lord Stanhope et lord Sunderland. En 1717, lord Townshend fut limogé et Walpole démissionna du Cabinet sur fond de désaccords avec ses collègues ; lord Stanhope s'occupa principalement des Affaires étrangères et lord Sunderland des affaires intérieures.
Le pouvoir de lord Sunderland commença à s'affaiblir en 1719. Il introduisit une loi sur la noblesse afin de limiter la taille de la Chambre des lords en réduisant les nouvelles créations de pairs. La mesure aurait renforcé le contrôle de Sunderland sur la Chambre en empêchant la création de pairs de l'opposition, mais elle fut rejetée après que Walpole ait mené l'opposition à cette loi en donnant le « discours le plus brillant de sa carrière ». Walpole et Townshend furent renommés ministres l'année suivante et un nouveau gouvernement whig apparemment unifié fut formé.
Les questions de la spéculation financière et de la gestion de la dette publique posèrent de graves problèmes. Certaines obligations d'État ne pouvaient pas être rachetés sans le consentement du porteur et avaient été émises lorsque les taux d'intérêt étaient élevés ; par conséquent chaque obligation représentait un fardeau de long terme sur les finances publiques car les obligations n'étaient presque jamais rachetées. En 1719, la Compagnie des mers du Sud proposa de racheter pour 31 millions de livres (environ 57,4 milliards de livres de 2011), soit les trois-cinquièmes de la dette nationale britannique en échange d'assurances gouvernementales sur les actions de la Compagnie. La Compagnie corrompit lord Sunderland, Mélusine von der Schulenburg et le cousin de lord Stanhope, Charles Stanhope, qui était secrétaire au Trésor, pour soutenir son plan. Elle attira les détenteurs d'obligations d'État en proposant de convertir les obligations non-échangeables à fort taux d'intérêt contre des actions moins rentables mais facilement échangeables en offrant des compensations financières apparemment préférentielles. Le cours des actions monta rapidement et passa de 128 £ le 1er janvier 1720 à 500 £ au début du processus d'échange en mai. Le 24 juin, le prix atteignit un pic de 1 050 £. Le succès de la Compagnie mena à l'introduction en bourse spéculative d'autres compagnies, dont certaines étaient fictives; le gouvernement avec le soutien de la Compagnie, vota le Bubble Act dans une tentative pour stopper ces introductions. La hausse du marché s'arrêta et des ventes incontrôlées commencèrent en août ; le coût des actions tomba à 150 £ à la fin du mois de septembre. De nombreuses personnes, dont des aristocrates, perdirent de grandes quantités d'argent et certains furent complètement ruinés. George Ier, qui se trouvait en Hanovre depuis juin, rentra à Londres en novembre, plus tôt que prévu, à la demande des ministres.
La crise économique, appelée la bulle des mers du Sud, rendit George et ses ministres extrêmement impopulaires. En 1721, lord Stanhope, bien que personnellement innocent,, s'effondra et mourut après un débat houleux à la Chambre des lords et lord Sunderland démissionna de son poste. Il conserva néanmoins une certaine influence sur le roi jusqu'à sa mort soudaine en 1722 qui permit la montée de Robert Walpole. Ce dernier devint de facto le premier Premier ministre du Royaume-Uni, bien que le titre ne lui fut pas formellement appliqué (officiellement, il était Premier lord du Trésor et chancelier de l'Échiquier). Sa gestion de la bulle des mers du Sud, en réorganisant les dettes et en fournissant certaines compensations, permit le retour de la stabilité financière. Grâce à la gestion habile de Walpole, George Ier parvint à éviter une implication directe dans les actions frauduleuses de la Compagnie. Les rumeurs selon lesquelles George Ier aurait reçu des actions en pot-de-vin ne sont soutenues par aucune preuve et les reçus dans les Archives royales montrent qu'il a payé pour les acheter et qu'il perdit de l'argent dans le krach.

### Dernières années

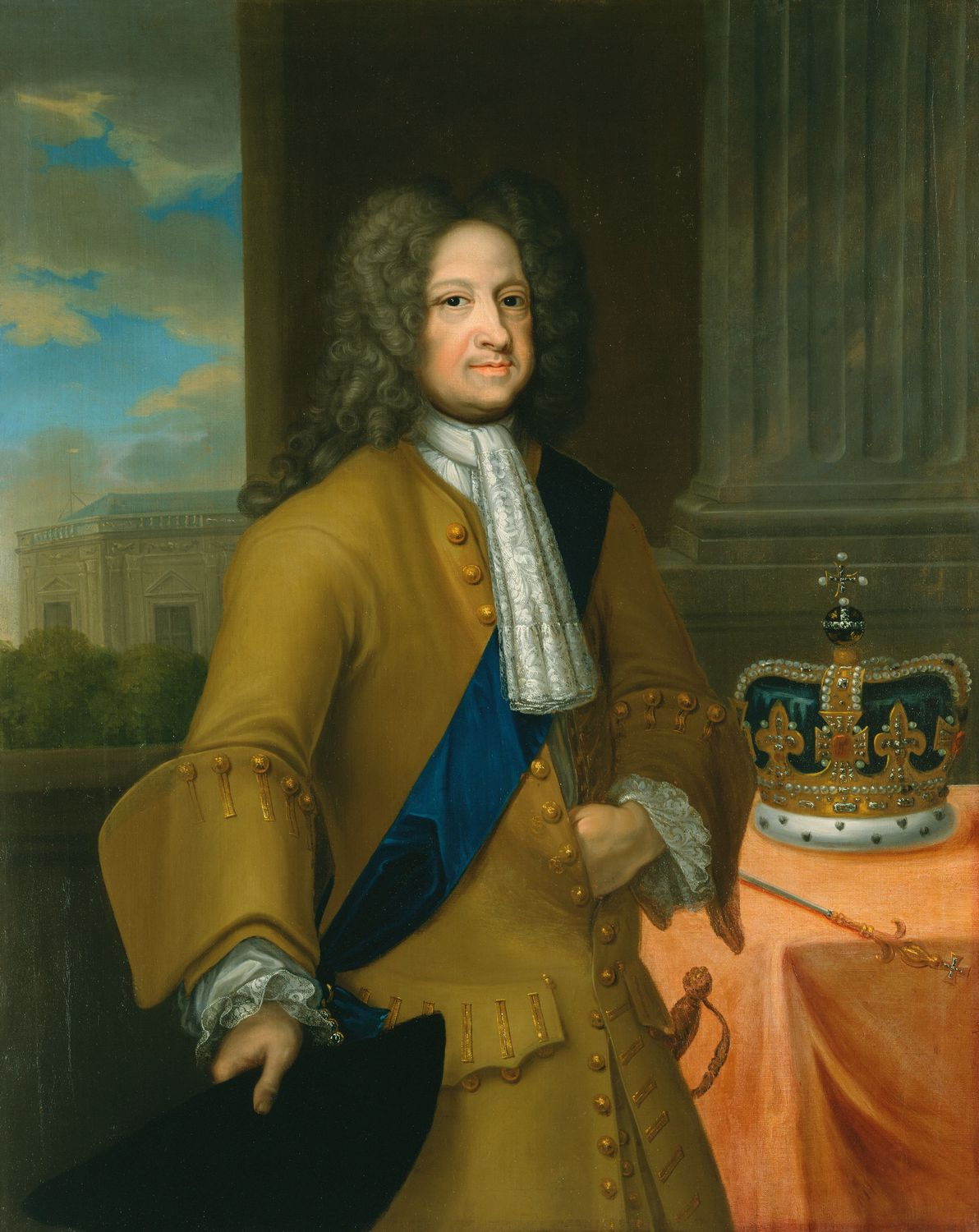
Portrait du roi George par Georg Wilhelm Lafontaine.

À la demande de Walpole, George recréa l'ordre du Bain en 1725, ce qui permit au Premier ministre de récompenser ses soutiens politiques. Walpole devint extrêmement puissant et fut largement capable de nommer les ministres de son choix. À la différence de son prédécesseur, George Ier assistait rarement aux réunions du Cabinet ; la plupart des échanges étaient réalisés en privé et il s'impliquait uniquement dans la politique étrangère. Avec l'aide de lord Townshend, il arrangea la ratification par la Grande-Bretagne, la France et la Prusse du traité de Hanovre destiné à contrebalancer l'alliance austro-espagnole et à protéger le commerce britannique.

### Mort du roi
Même si George Ier se reposait de plus en plus sur Walpole, il pouvait encore remplacer les ministres quand il le souhaitait. Walpole craignait véritablement d'être limogé vers la fin du règne de George Ier mais celui-ci mourut lors de son sixième voyage dans son Hanovre natal depuis qu'il était roi. Il fut victime d'une attaque sur la route entre Delden et Nordhorn le 9 juin 1727 et il fut emmené dans le palais du prince-évêque à Osnabrück où il mourut le matin du 11 juin 1727. Il fut inhumé dans la chapelle du château de Leine mais ses restes furent déplacés dans la chapelle des jardins royaux d'Herrenhausen après la Seconde Guerre mondiale.
George Ier fut remplacé par son fils, George-Auguste, qui monta sur le trône en tant que George II. Tout le monde s'attendait à ce que le nouveau souverain évince Walpole de son poste mais il en fut empêché par son épouse, la reine Caroline. En effet, Walpole disposait d'une importante majorité au Parlement et George II ne pouvait pas le remplacer sans déclencher une grave crise politique. Lors des règnes ultérieurs, les pouvoirs du Premier ministre s'accrurent aux dépens de ceux du souverain.

## Héritage

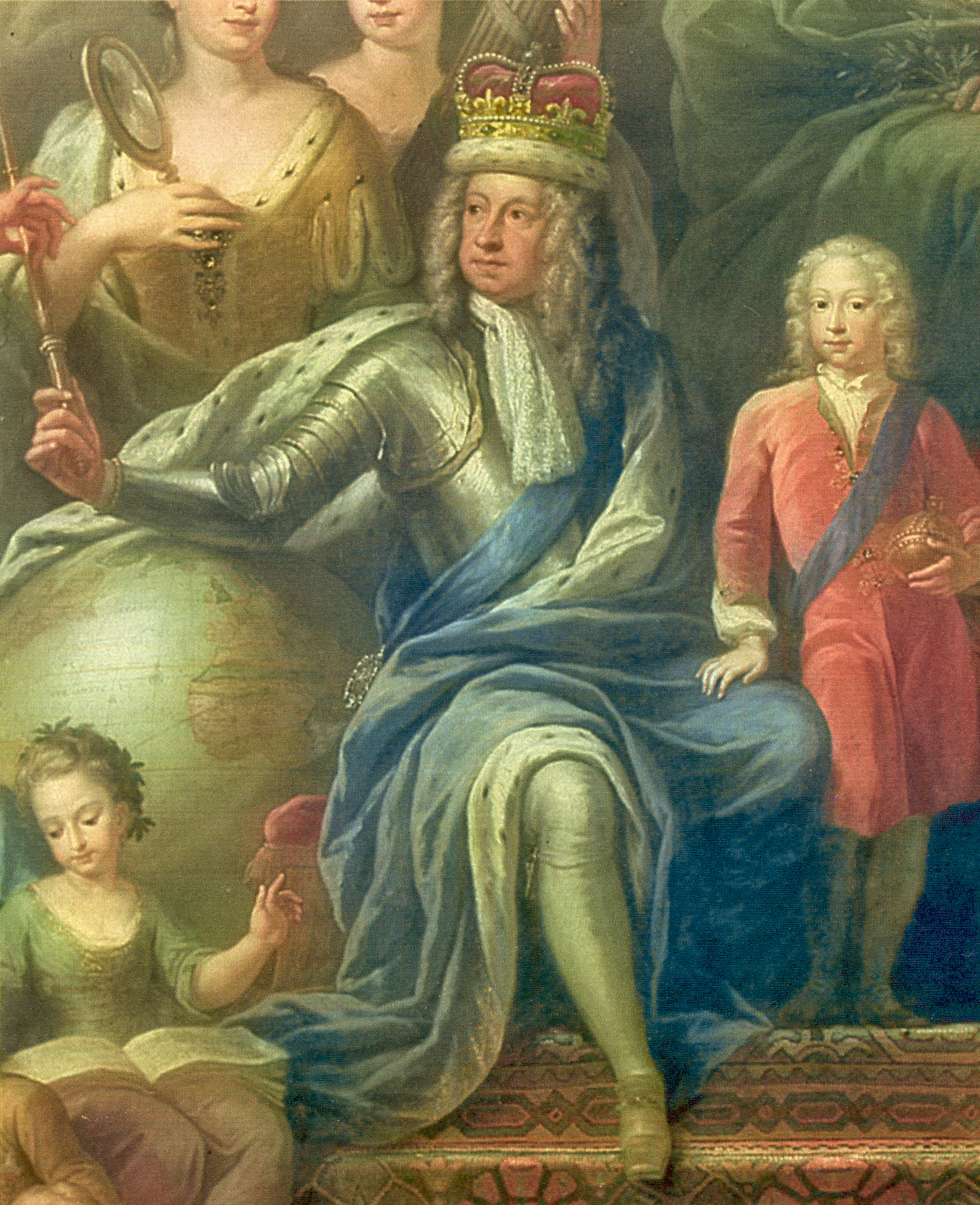
George entouré de sa famille dans une peinture de James Thornhill.

George fut raillé par ses sujets britanniques ; certains de ses contemporains, comme Lady Mary Wortley Montagu, le pensaient stupide sur le simple fait qu'il était figé en public.  Cette écrivaine s'était réfugiée en Avignon. Même s'il était impopulaire en Grande-Bretagne en raison de sa supposée incapacité à parler anglais, les documents de la fin de son règne montrent qu'il comprenait, parlait et écrivait en anglais. Il parlait couramment allemand et certainement le français, était bon en latin et avait des notions d'italien et de néerlandais. Le traitement de son épouse, Sophie-Dorothée, fit l'objet d'un scandale. Les Britanniques le considéraient comme trop allemand et l'historien Ragnhild Hatton assurait à tort qu'il avait eu de nombreuses maîtresses allemandes. Cependant en Europe continentale, il était vu comme un souverain progressiste partisan des Lumières qui autorisait ses critiques à publier des articles sans risque, et il accueillit Voltaire lorsque le philosophe fut exilé de Paris en 1726. Les sources britanniques et européennes s'accordent sur le fait que George était réservé, tempéré et financièrement prudent ; George n'aimait pas être dans la lumière lors des événements sociaux, il évitait la loge royale à l'opéra et se rendait souvent incognito chez un ami pour jouer aux cartes.
Malgré une certaine impopularité, le protestant George Ier était considéré par de nombreux sujets comme une alternative préférable au prétendant catholique Jacques François Stuart. William Makepeace Thackeray rapporta ces sentiments ambivalents lorsqu'il écrivit :  

« Son cœur était au Hanovre. Il avait déjà plus de 54 ans lorsqu'il arriva chez nous. Nous l'avons accepté car nous voulions de lui. Nous rigolions de ses manières allemandes grossières et nous le regardions avec dédain… Pour ma part, j'aurais été à ses côtés dans ces jours. Aussi cynique et égoïste qu'il fut, il était meilleur qu'un roi de Saint-Germain-en-Laye [Jacques Stuart] avec les ordres du roi de France dans la poche et un essaim de jésuites dans son sillage. »

Les écrivains du XIXe siècle, comme Thackeray, Walter Scott et lord Mahon, s'appuyaient sur des rapports partiaux de première main publiés dans les siècles précédents comme les mémoires de John Hervey et considéraient la cause jacobite avec une vision romantique voire bienveillante. À leur tour, ils influencèrent les auteurs britanniques de la première moitié du XXe siècle comme G. K. Chesterton qui apporta de nouveaux biais anti-protestants et anti-allemands dans son interprétation du règne de George Ier. Cependant, à la suite de l'ouverture des archives d'Europe continentale après la Seconde Guerre mondiale, les sentiments nationalistes anti-allemands s'atténuèrent. La vie et le règne de George furent alors réévalués par des spécialistes comme Beattie et Hatton, et son caractère, ses capacités et ses motivations furent réévaluée d'une manière plus généreuse. John H. Plumb nota que :

« Certains historiens ont exagéré l'indifférence du roi dans les affaires anglaises et ils rendirent son ignorance de l'anglais plus importante qu'elle ne l'était. Il avait peu de difficultés pour communiquer en français avec ses ministres et son intérêt pour les questions relatives aux affaires étrangères et à la cour était profond. »

La personnalité de George Ier reste néanmoins insaisissable ; il était tour à tour jovial et affectueux dans les lettres privées à sa fille puis terne et maladroit en public. Peut-être que sa mère le résuma bien lorsqu'elle « expliquait à ceux qui le considéraient comme froid et très sérieux qu'il pouvait être jovial, qu'il prenait les choses à cœur et qu'il était sincère et plus sensible qu'il ne le voulait le montrer ». Quelle que soit sa véritable personnalité, il accéda à un trône fragile et par sagesse et ruse politique ou par accident et indifférence, il le laissa sécurisé dans les mains de la maison de Hanovre et du Parlement.

## Cinéma et télévision
Sauf indication contraire ou complémentaire, les informations mentionnées dans cette section peuvent être confirmées par l'encyclopédie de Hervé Dumont.
- 1948 : Sarabande de Basil Dearden avec Peter Bull ;
- 1953 : Échec au roi de Harold French avec Eric Pohlmann ;
- 1954 : The Iron Glove de William Castle avec Otto Waldis ;
- 1959 : La Dernière Nuit de Koenigsmark de Stellio Lorenzi avec Julien Bertheau ;
- 1975 : Churchill’s People avec John Rapley ;

## Titres et armoiries
- 28 mai 1660 - 18 décembre 1679 : Son Altesse le duc Georg Ludwig of Brunswick-Lüneburg ;
  - allemand : Herzog Georg Ludwig von Braunschweig und Lüneburg
- 18 décembre 1679 - octobre 1692 : Son Altesse le prince héréditaire de Brunswick-Lunebourg ;
- Octobre 1692 - 23 janvier 1698 : Son Altesse Sérénissime le prince-électeur de Hanovre ;
- 23 janvier 1698 - 1er août 1714 : Son Altesse Très Sérénissime George Louis, archi-porte-bannière du Saint-Empire romain germanique, prince-électeur et duc de Brunswick-Lunebourg ;
- 1er août 1714 - 11 juin 1727 : Sa Majesté le roi.

En Grande-Bretagne, George Ier utilisait le titre officiel « George, par la Grâce de Dieu, roi d'Angleterre, d'Écosse, de France et d'Irlande, défenseur de la Foi, etc. ». Les revendications sur le trône de France n'étaient que symboliques et étaient revendiquées par tous les rois d'Angleterre depuis Édouard III, peu importe la quantité de territoires français contrôlés. Dans certains cas (en particulier les traités), la formule « duc de Brunswick-Lunebourg, archi-trésorier du Saint-Empire romain germanique » était ajouté avant le « etc. »
Les armoiries royales de George Ier incorporaient des éléments des armoiries de l'Angleterre (lions d'or), de l'Écosse (lion rampant), de l'Irlande (harpe), de la France (fleur de lys) et du Hanovre (cheval cabré).

Armoiries de George Ier en tant qu'électeur de Hanovre (1689-1708).
Armoiries de George Ier en tant qu'électeur de Hanovre (1708-1714).
Armoiries de George Ier en tant que roi de Grande-Bretagne (1714-1727).

## Descendance
| Nom                                                       | Naissance        | Mort            | Notes |
| --------------------------------------------------------- | ---------------- | --------------- | --- |
| Avec son épouse Sophie-Dorothée de Brunswick-Lunebourg    |                  |                 | |
| George II                                                 | 10 novembre 1683 | 25 octobre 1760 | Mariage en 1705 avec Caroline d'Ansbach ; neuf enfants                                                                  |
| Sophie de Prusse                                          | 26 mars 1687     | 28 juin 1757    | Mariage en 1706 avec Frédéric-Guillaume, margrave de Brandenbourg (futur Frédéric-Guillaume Ier de Prusse) ; 14 enfants |
| Avec sa maîtresse Mélusine von der Schulenburg            |                  |                 | |
| Anne-Louise-Sophie von der Schulenburg                    | Janvier 1698     | 1773            | Mariage en 1707 avec Ernst August Philipp von dem Bussche-Ippenburg                                                     |
| Melusina von der Schulenburg                              | Avril 1693       | 1778            | Mariage en 1733 avec Philip Stanhope, 4e comte de Chesterfield ; pas d'enfants                                          |
| Margerite-Gertrude von Oeynhausen                         | 1701             | 1726            | Mariage en 1722 avec Albert-Wolfgang de Schaumbourg-Lippe ; deux enfants                                                |
| Les dates de ce tableau sont dans le calendrier grégorien |                  |                 | |